# 劉鏡清 (1963年)
劉鏡清（1963年4月15日—），中華民國政治人物，現任行政院政務委員兼國家發展委員會主任委員。

## 經歷
劉鏡清自中原大學數學系畢業後進入資訊界擔任工程師，後進入IBM擔任全球企業諮詢服務事業群暨工商事業群總經理等職。

2024年時，劉鏡清獲候任行政院院長卓榮泰任命為國家發展委員會主任委員。